# Zenon Pietkiewicz

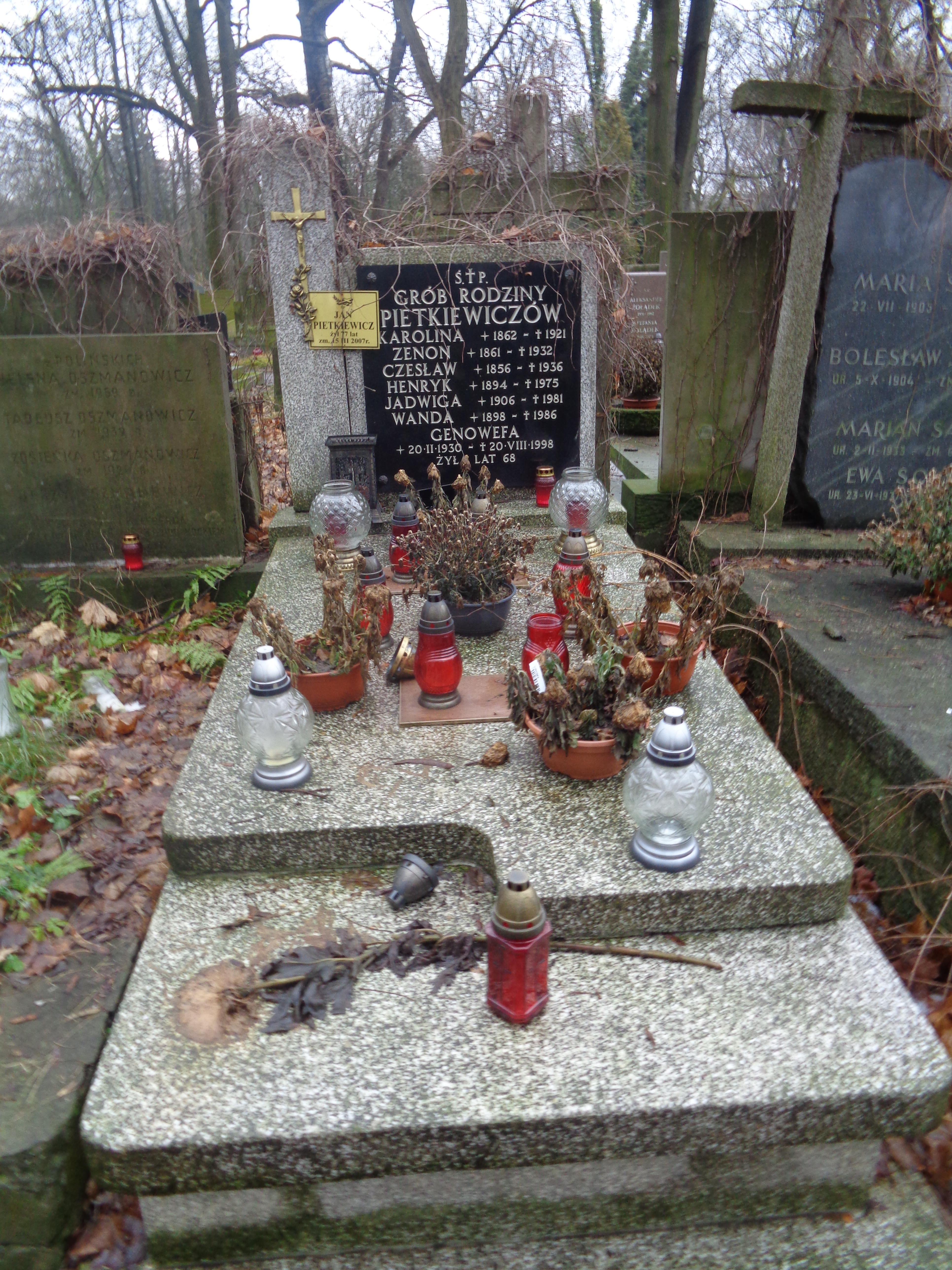
Grób Zenona Pietkiewicza na cmentarzu Powązkowskim

 Zenon Pietkiewicz  (ur. 28 maja 1862 w Pruszynie (gub. mińska), zm. 3 lipca 1932 w Warszawie) – polski dziennikarz.

## Życiorys
Syn Henryka i Pauliny z Krzyżanowskich. Pod opieką stryja Antoniego Pietkiewicza, dziennikarza i poety piszącego pod pseudonimem Adam Pług kształcił się w Warszawie. Najpierw zdał tam maturę a potem studiował na Wydziale Matematyczno-Przyrodniczym Uniwersytetu Warszawskiego (UW), ale ukończył prawo na tej uczelni. W 1885 rozpoczął pracę dziennikarską w „Gazecie Radomskiej”.
W latach 1887–1912 współpracował z warszawską „Prawdą”, pisząc do niej felietony z życia prowincji zatytułowane „Na widnokręgu”. W latach 1889–1893 pisywał do „Przeglądu Tygodniowego”.
W latach 1891–1897 zamieszczał kroniki miesięczne w „Bibliotece Warszawskiej”. Na krótko (od stycznia do kwietnia 1891) związał się z organem Związku Robotników Polskich „Tygodnikiem Powszechnym”.
W 1900 r. redagował „Ekonomistę”. W latach 1903–1905 publikował materiały w dziale sprawozdawczo-ekonomicznym czasopisma „Ogniwo”.
Uczestniczył w ruchu socjalistycznym jako członek II Proletariatu.
Przed I wojną światową przeniósł się do Łodzi, gdzie zamieszkał na stałe i pracował jako dyrektor Towarzystwa Popierania Pracy Społecznej, pełniąc równocześnie obowiązki przedstawiciela i korespondenta „Kuriera Warszawskiego”. Z jego inicjatywy w 1911 r. numer 19. „Tygodnika Ilustrowanego” został poświęcony tematyce łódzkiej, zaś od numeru 20. zaistniała stała rubryka pt. "Życie łódzkie". Od 1913 r. był współpracownikiem warszawskiego tygodnika „Złoty Róg”, w którym prowadził samodzielny dodatek Łódź.  Został redaktorem naczelnym powołanego w 1917 w Kijowie pisma „Gazeta Narodowa” (wraz z nim m.in. Karol Waligórski, Henryk Ułaszyn). 
Pochowany na cmentarzu Powązkowskim w Warszawie (kwatera 328-4-10).